# Airbus A319
El Airbus A319 es un avión civil de pasajeros de Airbus SAS, la empresa europea de fabricación de aeronaves.
Es un modelo acortado derivado del A320, con cambios mínimos. Debido a que tiene los mismos depósitos de combustible, pero menos pasajeros (124 en configuración de 2 clases, y un máximo de 156 pasajeros (en configuración sin cocinas y con 8 salidas de emergencia, en vez de las 6 salidas del A319 estándar), su alcance se ve aumentado hasta los 7200 km, el mayor de su clase. Como el A320, posee mandos de control fly-by-wire.
En 2003 easyJet compró A319 sin cocinas por lo que la capacidad aumenta hasta 156 pasajeros en 1 clase, pero para satisfacer las normas de evacuación se añadieron puertas adicionales de emergencia sobre las alas, siendo easyJet el cliente de lanzamiento de la versión de capacidad de 156 pasajeros y 8 salidas de emergencia.
Actualmente algunas de esas unidades encargadas por easyJet están operando en la aerolínea chilena de bajo coste Sky Airline.
Usa los mismos motores que el A320. Fue certificado en 1996, el mismo año en que entró en servicio con Swissair.

## Variantes

### A319CJ
Es una versión ejecutiva del A319. Tiene depósitos adicionales de combustible instalados en la bodega de carga, lo que aumenta su autonomía hasta los 12.000 km. Se le puede reconvertir en un A319 de pasajeros quitándole los depósitos extra, lo que aumenta su valor de reventa. También se le conoce como ACJ (Airbus Corporate Jet)
Puede llevar hasta 39 pasajeros y sus dueños pueden encargarlo con casi cualquier configuración. Compite con otros jets privados como el Gulfstream V, el Boeing BBJ o el Bombardier Global Express. Lleva los mismos motores que el A320.
Es el avión de uso oficial del Presidente de Francia, el Presidente de Brasil y desde el año 2002 un Airbus A-319CJ, prestó servicios en la flota presidencial de la República Bolivariana de Venezuela, hasta diciembre del año 2013 el cual pasó a mantenimiento para ser incorporado a la flota de la aerolínea venezolana Conviasa. Cosa que no llegá a materializarse ya que el avión se encuentra en uso actual a la presidencia de la República Bolivariana de Venezuela actualmente junto con un avión ruso afiliado a Cubana de Aviación.

### A319LR
Es una versión monoclase ejecutiva, especialmente diseñada para servicios de sólo clase ejecutiva en rutas intercontinentales, con 48 plazas. Tiene una autonomía de vuelo de 8.300 km. Solo lo usa Lufthansa (para vuelos especiales a Estados Unidos) y Qatar Airways (para algunos destinos con demanda limitada en Europa). 

### A319 MPA
Es una propuesta de versión militar derivada del Airbus A319, para uso como avión de patrulla marítima. En la actualidad, está en estudio por parte de Airbus Military para competir frente al Boeing P-8 Poseidon, avión derivado del Boeing 737.

## Componentes

#### Electrónica

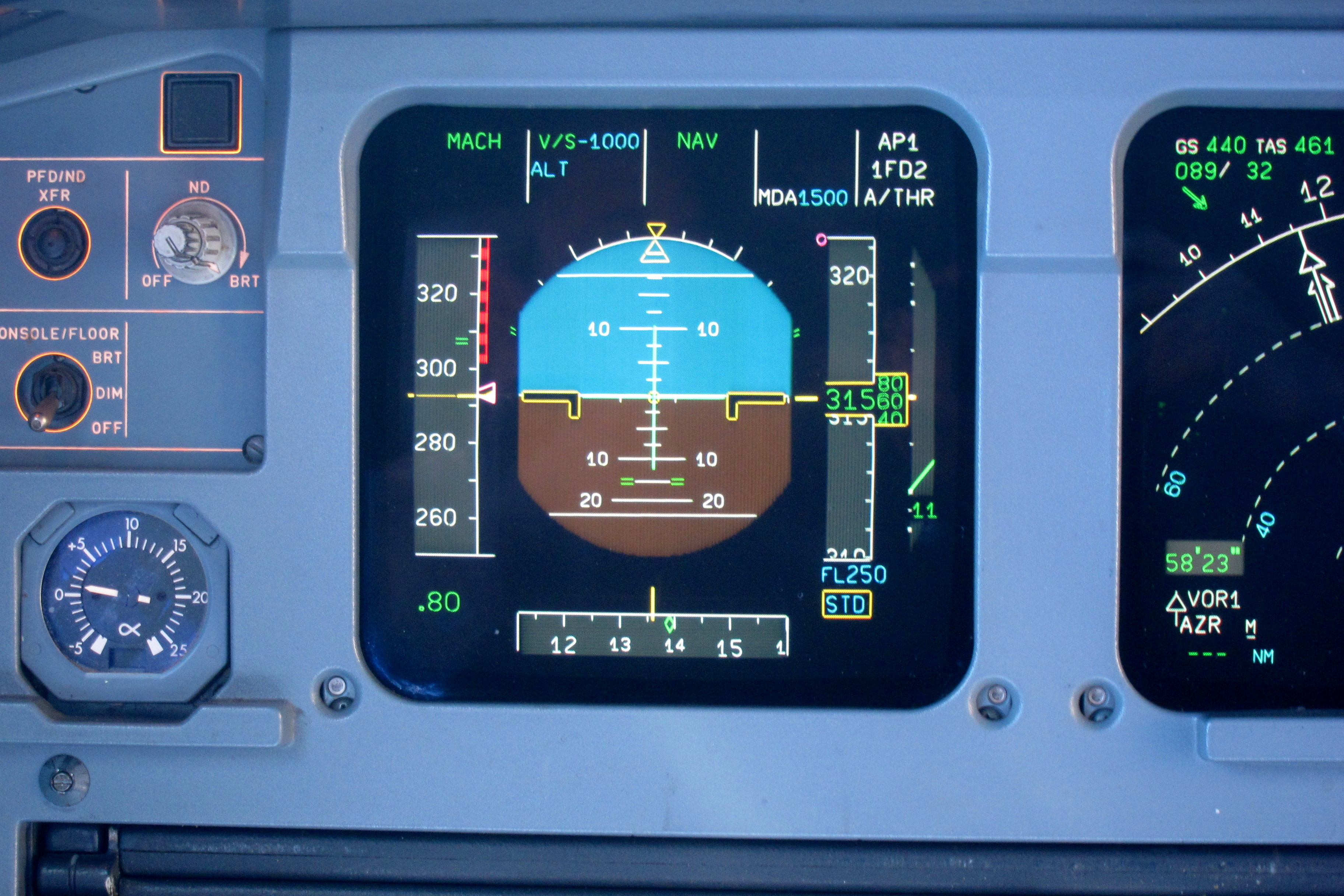
PFD de un A320 durante el crucero

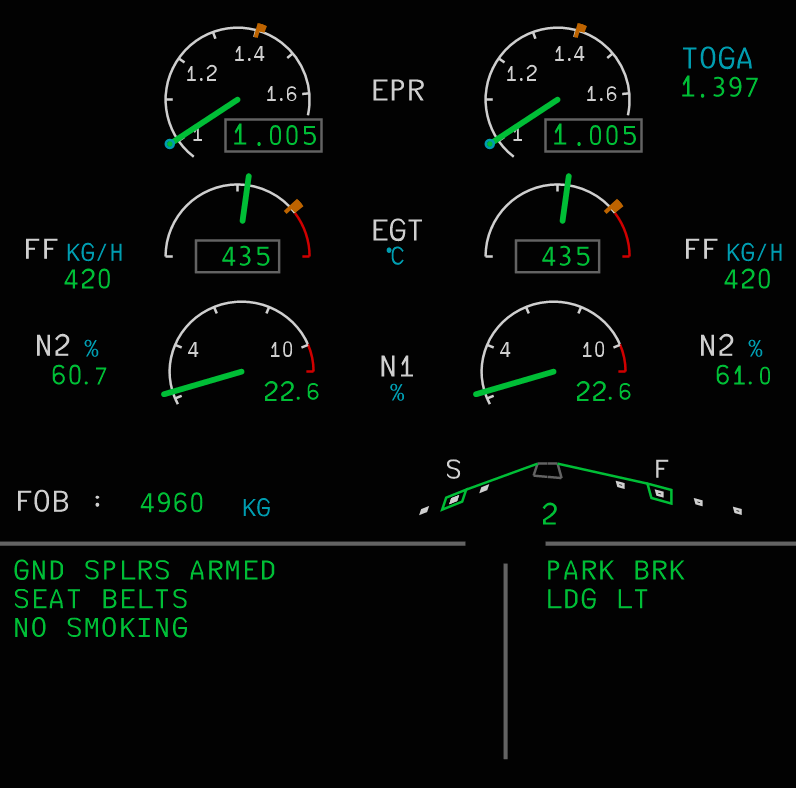
ECAM superior de un A320

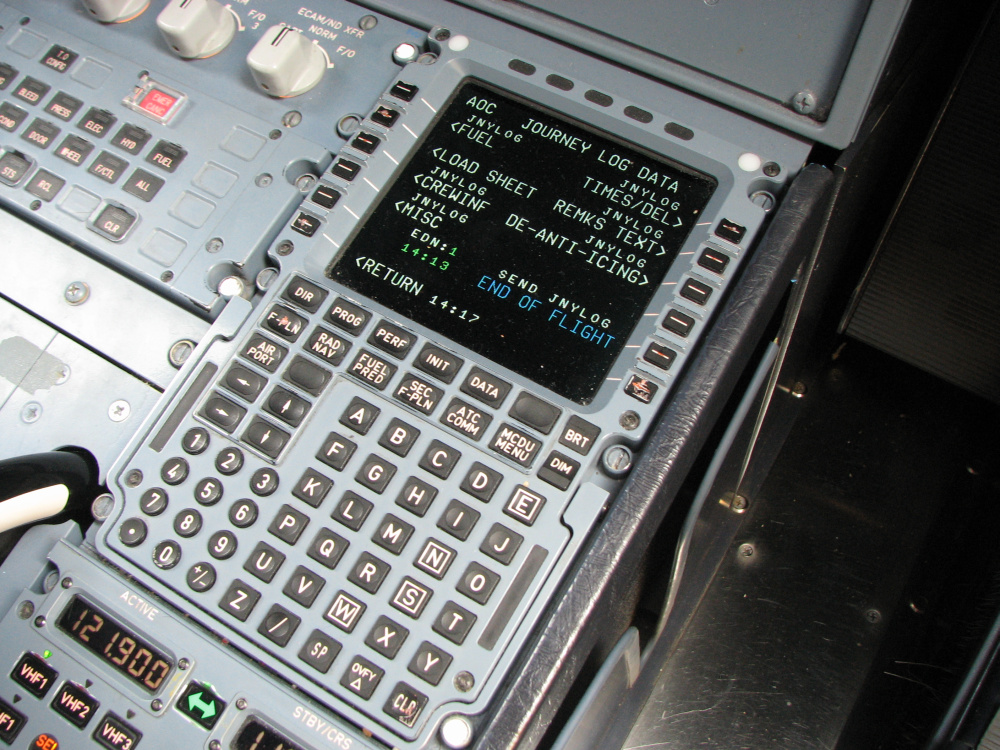
MCDU en un A320-200

| Sistema                                                  | País                                                                                     | Fabricante              | Notas                         |
| -------------------------------------------------------- | ---------------------------------------------------------------------------------------- | ----------------------- | ----------------------------- |
| Lenguaje de programación                                 | Bandera de Francia                                                                       | Airbus Francia          | SAO                           |
| Computadoras de elevador y alerón (ELAC)                 | Bandera de Francia                                                                       | Thomson-CSF             | 2                             |
| Lenguaje de programación del módulo ELAC de control      |                                                                                          |                         | Pascal                        |
| Lenguaje de programación del módulo ELAC de supervisión  |                                                                                          |                         | C                             |
| CPUs de las ELAC                                         | Bandera de Estados Unidos                                                                | Motorola                | 68010                         |
| Computadoras de disruptor y elevador (SEC)               | Bandera de Francia                                                                       | SFENA                   | 3                             |
| Lenguaje de programación del módulo SEC de control       |                                                                                          |                         | Ensamblador                   |
| Lenguaje de programación del módulo SEC de supervisión   |                                                                                          |                         | Pascal                        |
| CPUs de las SEC                                          | Bandera de Estados Unidos                                                                | Intel                   | 80186                         |
| Radar meteorológico (opción 2002)                        | Bandera de Estados Unidos                                                                | Honeywell               | RDR-4B                        |
| Radar meteorológico (opción 2005)                        | Bandera de Estados Unidos                                                                | Collins Aerospace       | Multiscan WXR-2100            |
| Radar meteorológico (opción 2010)                        | Bandera de Estados Unidos                                                                | Honeywell               | RDR-4000                      |
| Radar meteorológico (opción 2015)                        | Bandera de Estados Unidos                                                                | Collins Aerospace       | Multiscan WXR-2100 V2         |
| Radar meteorológico (opción 2015)                        | Bandera de Estados Unidos                                                                | Honeywell               | RDR-4000 V2                   |
| TAWS (opción)                                            | Bandera de Estados Unidos                                                                | Honeywell               | EGPWS                         |
| TAWS (opción 2004)                                       | Bandera de Estados Unidos                                                                | ACSS                    | T2CAS                         |
| TAWS (opción 2010)                                       | Bandera de Estados Unidos                                                                | ACSS                    | T3CAS                         |
| RAAS (opción 2004)                                       | Bandera de Estados Unidos                                                                | Honeywell               | EGPWS                         |
| SmartLanding (opción)                                    | Bandera de Estados Unidos                                                                | Honeywell               | EGPWS MK V                    |
| SmartRunway (opción)                                     | Bandera de Estados Unidos                                                                | Honeywell               | EGPWS MK V                    |
| ROPS+ (opción 2013)                                      | Bandera de Francia                                                                       | Airbus                  | T3CAS                         |
| Landing Surveillance+ (opción 2019)                      | Bandera de Francia                                                                       | Airbus                  |                               |
| ATSAW (opción)                                           | Bandera de Estados Unidos                                                                | ACSS                    | T3CAS                         |
| ATSAW (opción)                                           | Bandera de Estados Unidos                                                                | Honeywell               | CAS-100                       |
| ACAS II (opción 1997)                                    | Bandera de Estados Unidos                                                                | ACSS                    | TCAS 2000                     |
| ACAS II (opción 2004)                                    | Bandera de Estados Unidos                                                                | ACSS                    | T2CAS                         |
| ACAS II (opción 2007)                                    | Bandera de Estados Unidos                                                                | ACSS                    | TCAS 3000                     |
| ACAS II (opción 2010)                                    | Bandera de Estados Unidos                                                                | ACSS                    | T3CAS                         |
| ACAS II (opción)                                         | Bandera de Estados Unidos                                                                | Honeywell               | CAS-81 (obsoleto en 2017)     |
| ACAS II (opción)                                         | Bandera de Estados Unidos                                                                | Honeywell               | CAS-100                       |
| ACAS II (opción)                                         | Bandera de Estados Unidos                                                                | Rockwell Collins        | TCAS-94                       |
| ACAS II (opción)                                         | Bandera de Estados Unidos                                                                | Rockwell Collins        | TTR-2100                      |
| Transpondedor (opción 1996)                              | Bandera de Estados Unidos                                                                | ACSS                    | XS-950 (obsoleto en 2017)     |
| Transpondedor (opción 2010)                              | Bandera de Estados Unidos                                                                | ACSS                    | T3CAS                         |
| Transpondedor (opción 2016)                              | Bandera de Estados Unidos                                                                | ACSS                    | NXT-800                       |
| Transpondedor (opción 2007)                              | Bandera de Estados Unidos                                                                | Rockwell Collins        | TPR-901                       |
| Transpondedor (opción 2017)                              | Bandera de Estados Unidos                                                                | Honeywell               | TRA-100B                      |
| Computadoras de gestión del vuelo (FMC, opción original) | Bandera de Alemania · Bandera de España · Bandera de Estados Unidos · Bandera de Francia | BGT Inisel Sperry SFENA | Thales FMS1                   |
| CPUs de las Thales FMS1                                  | Bandera de Estados Unidos                                                                | Intel                   | 80286                         |
| Computadoras de gestión del vuelo (FMC, opción original) | Bandera de Estados Unidos                                                                | Honeywell               | Honeywell FMS1                |
| Lenguajes de programación de las Honeywell FMS1          |                                                                                          |                         | Pascal, Ada, C++, Ensamblador |
| Computadoras de gestión del vuelo (FMC, opción 2001)     | Bandera de Estados Unidos                                                                | Honeywell               | Pegasus                       |
| Lenguajes de programación de las Pegasus                 |                                                                                          |                         | Ada                           |
| CPUs de las Pegasus                                      | Bandera de Estados Unidos                                                                | AMD                     | 29050                         |
| Computadoras de gestión del vuelo (FMC, opción 2002)     | Bandera de Estados Unidos · Bandera de Francia                                           | Smiths Aerospace Thales | Thales FMS2                   |
| Lenguaje de programación de las Thales FMS2              |                                                                                          |                         | Ada                           |
| CPUs de las Thales FMS2                                  | Bandera de Estados Unidos                                                                | Motorola                | 68040                         |
| Computadoras de gestión del vuelo (FMC, opción 2013)     | Bandera de Estados Unidos                                                                | Honeywell               | Pegasus II                    |
| CPUs de las Pegasus II                                   | Bandera de Estados Unidos                                                                | Honeywell               | 29KII                         |

#### Propulsión
| Sistema                              | País | Fabricante | Notas             |
| ------------------------------------ | ---- | ---------- | ----------------- |
| Lenguajes de programación (cálculos) |      |            | Fortran, HP Basic |

## Operadores

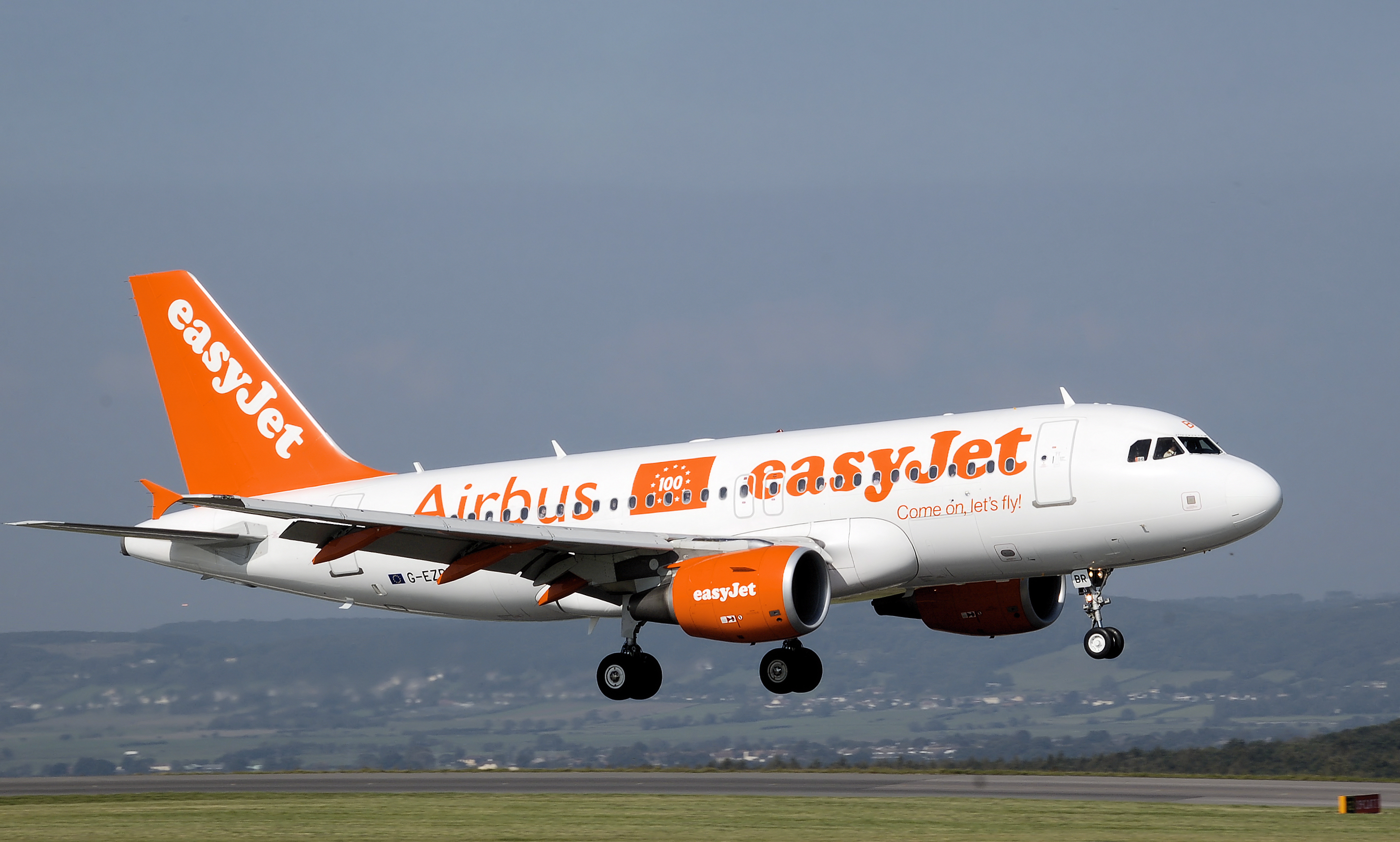
Un A319-100 de EasyJet con un diseño de pintura especial por ser el 100º avión de Airbus entregado a la aerolínea.

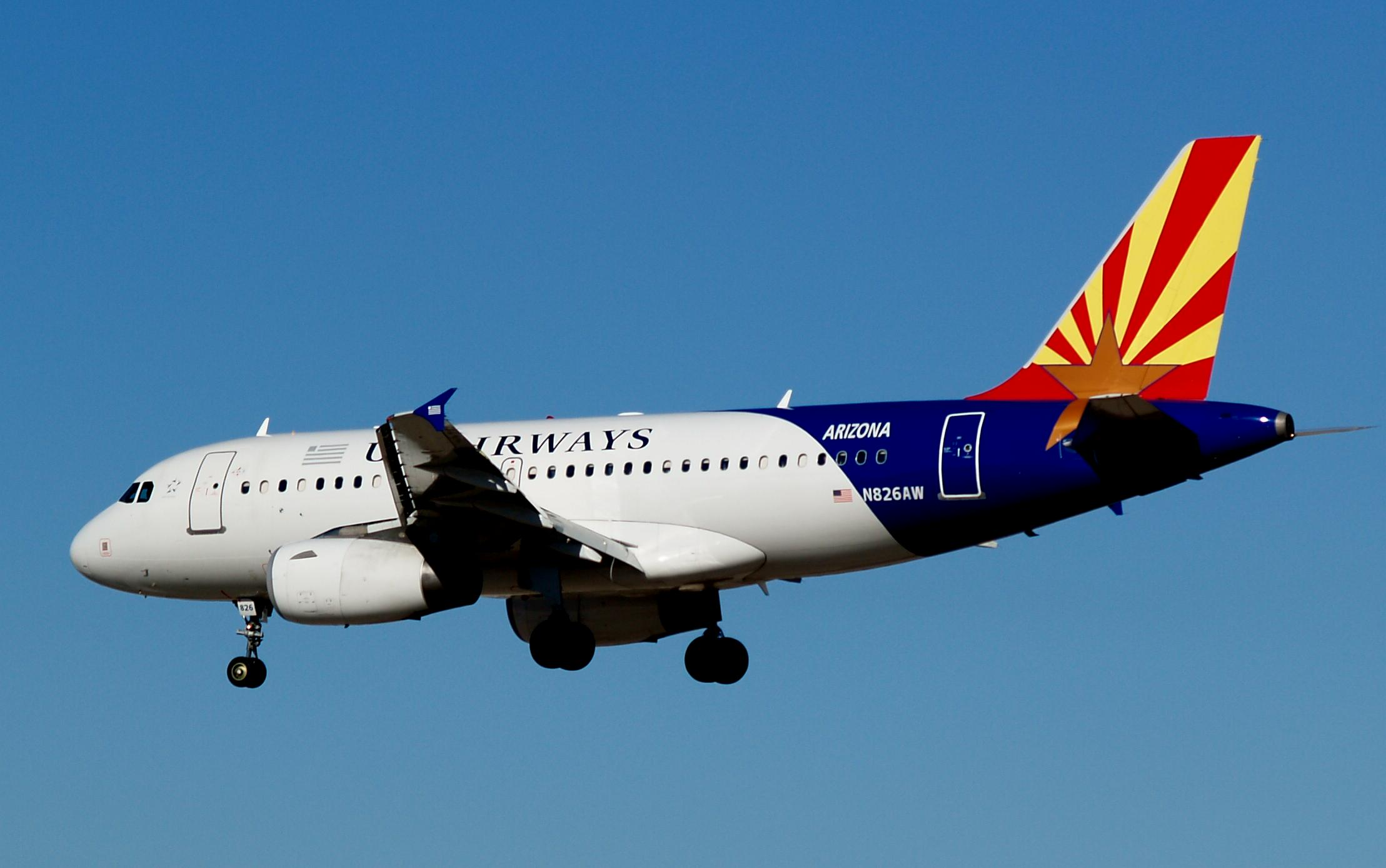
Un A319-132 de US Airways, ahora fusionado con American Airlines.

#### Operadores Civiles
Operadores del A319 por número de aeronaves operativas (A abril de 2020 se encuentran operativos 1264 unidades):
- American Airlines: 133[5]
- United Airlines: 81[6]
- Delta Air Lines: 57[7]
- easyJet: 47[8]
- EasyJet Europe: 37[9]
- Lufthansa: 35[10]
- China Eastern Airlines: 34[11]
- Allegiant Air: 34[12]
- Eurowings: 31[13]
- British Airways: 30[14]
- Air China: 27[15]
- Tibet Airlines: 27[16]
- Sichuan Airlines: 22[17]
- Volotea: 20[18]
- Air Canada Rouge: 20[19]
- LATAM Brasil: 19[20]
- Rossiya (aerolínea): 18[21]
- Brussels Airlines: 16[22]
- LATAM Chile: 15[23]
- Air France: 14[24]
- Bangkok Airways : 13[25]
- LATAM Perú: 13
- ITA Airways: 11[26]
- Lufthansa CityLine: 11[27]
- Beijing Capital Airlines: 10[28]
- Air Serbia: 10[29]
- Alaska Airlines: 10[30]
- Aurora: 9[31]
- China Southern Airlines: 9[32]
- Air India: 8[33]
- Spirit Airlines: 8[34]
- Chongqing Airlines: 8[35]
- Avianca: 7[36]
- Finnair: 6[37]
- Global Jet Luxembourg: 6[38]
- Iberia: 6[39]
- LATAM Colombia: 6
- Turkish Airlines: 6[40]
- Network Aviation: 5[41]
- Croatia Airlines: 5[42]
- Germanwings: 5
- Royal Jordanian: 5[43]
- Shenzhen Airlines: 5[44]
- TAP Air Portugal: 5[45]
- Vueling Airlines: 5[46]
- Fly Air41 Airways: 4[47]
- Sundair: 4[48]
- Ural Airlines: 4[49]
- K5 Aviation: 4[50]
- Avianca (El Salvador): 4[51]
- Myanmar Airways International: 4[52]
- LATAM Ecuador: 4[53]
- West Air China: 4[54]
- Scandinavian Airlines System: 4[55]
- Chengdu Airlines : 4[56]
- Azerbaijan Airlines: 4[57]
- Eurowings Europe: 3[58]
- Eurowings Europe Malta: 3[59]
- Druk Air: 3[60]
- Sky Prime: 3[61]
- Avianca Costa Rica: 3[62]
- Cambodia Airways: 3[63]
- Air Guilin: 2[64]
- Loong Air: 2[65]
- Carpatair: 2[66]
- Amelia International: 2[67]
- Braathens International Airways: 2[68]
- Meraj Airlines: 2[69]
- Cyprus Airways: 2
- Volaris Costa Rica: 2[70]
- EasyJet Switzerland: 2[71]
- Tunisair: 2[72]
- Iran Air: 2[73]
- Air Côte d'Ivoire: 2[74]
- Deer Jet 2[75]
- Royal Air Philippines: 2[76]
- Comlux Malta: 2[77]
- White Airways: 2[78]
- Air Senegal: 2[79]
- Tehran Air: 2[80]
- Air Moldova : 2[81]
- Talofa Airways: 2
- Air Travel: 1[82]
- Bulgaria Air: 1[83]
- Beond: 1[84]
- Chair Airlines: 1[85]
- FLYONE Armenia: 1[86]
- Volaris: 1[87]
- Hi Fly Malta: 1[88]
- GlobalX Airlines: 1[89]
- IrAero: 1[90]
- Himalaya Airlines: 1[91]
- Air Albania: 1[92]
- DC Aviation: 1[93]
- MyWings: 1[94]
- Trade Air: 1[95]
- Frontier Airlines: 1[96]
- Zagros Airlines: 1[97]
- Fly One: 1[98]
- Tiketa Tour: 1[99]
- AMAC Aerospace: 1[100]
- MJet 1[101]
- HiSky 1[102]
- Emirates 1[103]
- Liza Transport International 1[104]
- Conviasa: 1[105]
- Just Us Air: 1[106]

#### Operadores Militares y Gubernamentales
Operadores Militares y Gubernamentales del Airbus A319:
- Luftwaffe: 3[107]
- Real Fuerza Aérea Tailandesa: 1[108]
- Gobierno de Costa de Marfil: 1[109]
- Gobierno de la República de Uzbekistán: 1[110]
- Gobierno de Senegal: 1[111]

### América
Aruba
- Aruba Airlines (1)[112]

 Canadá
- Air Canada (48)[113]

 Chile
- Sky Airline (13)[114]

 Ecuador
- Avianca Ecuador (8)[115]
- TAME (4)[116]

 Estados Unidos
- Frontier Airlines (53)[96]
- America West Airlines (10)[117]
- United Nations (1)[118]

 Perú
- Avianca Perú (2)[119]

 México
- Mexicana de Aviación (22)[120]

### Europa
Alemania
- TUIfly (1)[121]
- Condor Flugdienst (1)[122]

 Austria
- Austrian Airlines (7)[123]

 Bosnia y Herzegovina
- FlyBosnia (2)[124]

 Bulgaria
- BH Air (1)[125]

 Chipre
- Cyprus Airways (2)[126]

 Dinamarca
- Atlantic Airways (3)[127]

 Eslovenia
- Adria Airways (3)[128]

 España
- Air Madrid

 Francia
- Aigle Azur (5)[129]
- Ejército del Aire y del Espacio francés (2)[130]
- Air Corsica (2)[131]

 Grecia
- Olympic Air (8)[132]
- Aegean Airlines (4)[133]
- Ellinair (2)[134]

 Irlanda
- Aer Lingus (4)[135]

 Italia
- Alitalia (22)[136]

 Lituania
- GetJet Airlines (5)[137]
- Avion Express (3)[138]

 Malta
- Air Malta (7)[139]
- Hyperion Aviation (3)[140]

 Reino Unido
- Acropolis Aviation (1)[141]

 República Checa
- Czech Airlines (9)[142]

 Rusia
- S7 Airlines (20)[143]
- Aeroflot (15)[144]
- I-Fly (2)[145]

 San Marino
- Comlux San Marino (1)[146]

 Suiza
- Swiss International Air Lines (8) [147]
- Belair (3) [148]
- Helvetic Airways (1) [149]

 Turquía
- IZair - Izmir Airlines (3)[150]
- AtlasGlobal (1)[151]

 Ucrania
- East-West Express (1)[152]
- Anda Air (1)[153]
- Jonika (1)[154]

### Asia
Arabia Saudita
- Saudia (5)[155]
- Flynas (3)[156]
- Aviation Link Company (2)[157]

 Baréin
- Gulf Air (2)[158]

 Brunéi
- Royal Brunei Airlines (2)[159]

 Camboya
- Lanmei Airlines (3)[160]

 Catar
- Qatar Airways (3)[161]

 China
- Hainan Airlines (6)[162]
- Air Macau (5)[163]
- Chang'an Airlines (4)
- Lucky Air (3)[164]
- China United Airlines (3)[165]
- Juneyao Airlines (2)[166]

 EAU
- Etihad Airways (4)[167]

 Filipinas
- Cebu Pacific Air (10)[168]

 India
- SpiceJet (1)[169]

 Indonesia
- Scoot (2)[170]

 Irán
- Taban Air (1)[171]
- Qeshm Air (1)[172]

 Kazajistán
- Air Astana (1)[173]

 Líbano
- Wings Of Lebanon (1)[174]

 Mongolia
- Hunnu Air (2)[175]

 Pakistán
- Airblue (4)[176]

 Singapur
- SilkAir (2)[177]

 Sri Lanka
- SriLankan Airlines (1)[178]

 Tayikistán
- Asia Sky Lines (1)[179]

 Vietnam
- Bamboo Airways (1)[180]

### África
Egipto
- Nesma Airlines (1)[181]

 Eritrea
- Eritrean Airlines (2)[182]

 Guinea Ecuatorial
- Cronos Airlines (1)[183]

 Mauricio
- Air Mauritius (2)[184]

 Namibia
- Air Namibia (5)[185]

 Nigeria
- First Nation Airways (2)[186]

 Sudáfrica
- South African Airways (11)[187]

 Túnez
- Syphax Airlines (2)[188]

## Especificaciones (A319-100 / A319LR / A319CJ)
Referencia datos: Airbus A320 family technical appendices.

### Características generales
- Tripulación: 2 pilotos y 3 Auxiliares de vuelo
- Capacidad: 

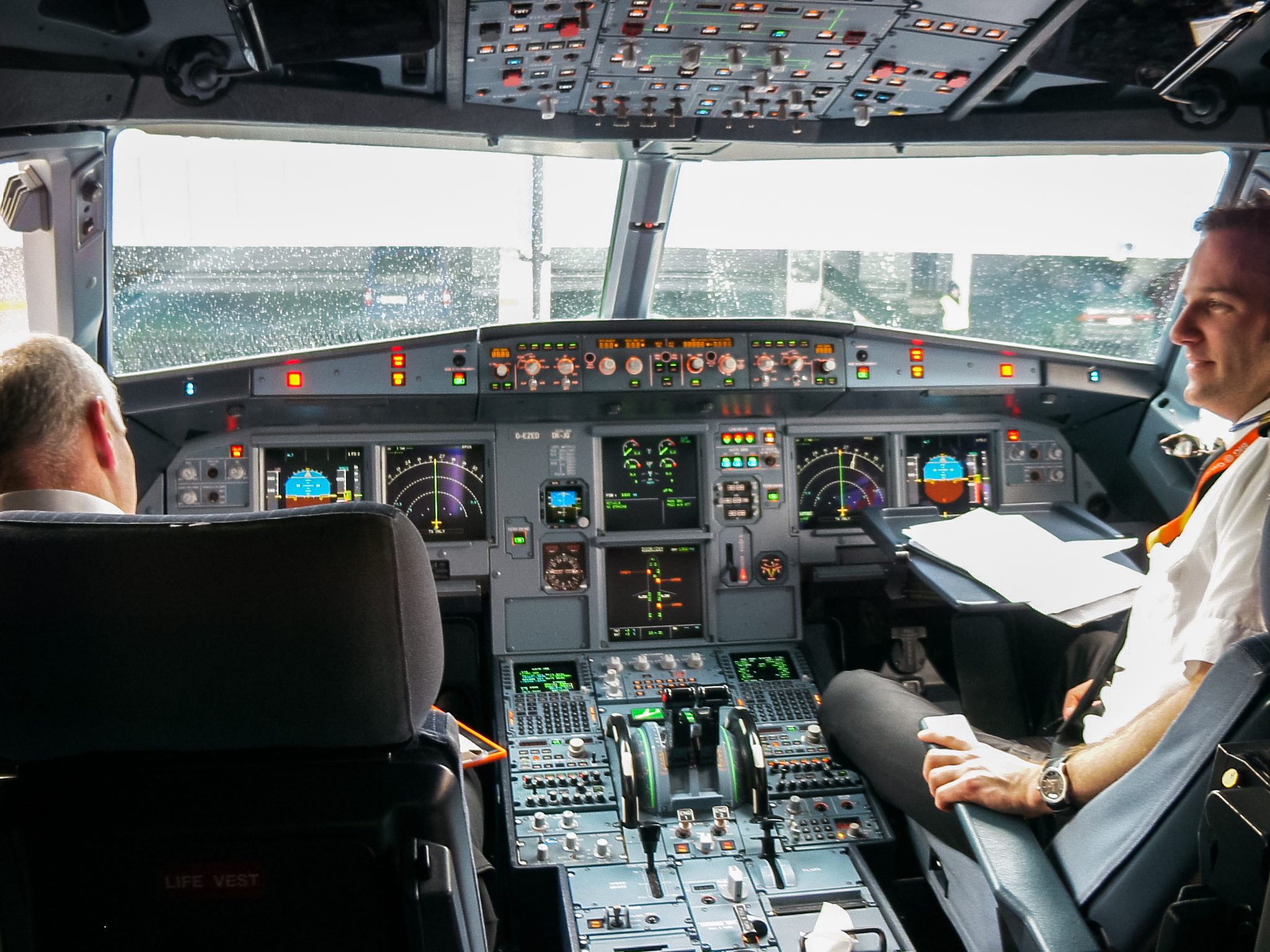
Cabina de mando de un A319 de easyJet.

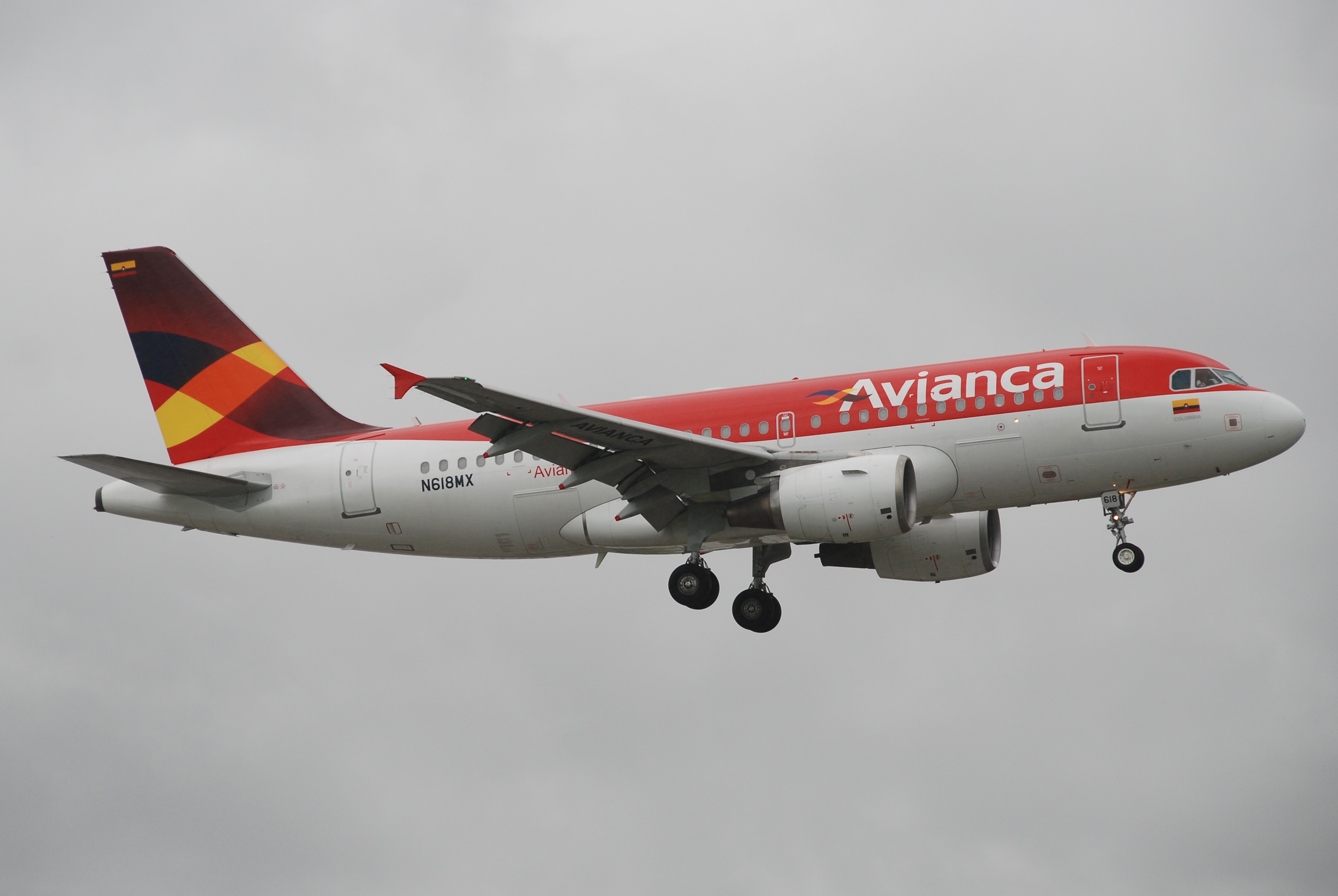
Airbus A319 de Avianca aterrizando en el Aeropuerto Internacional de Miami

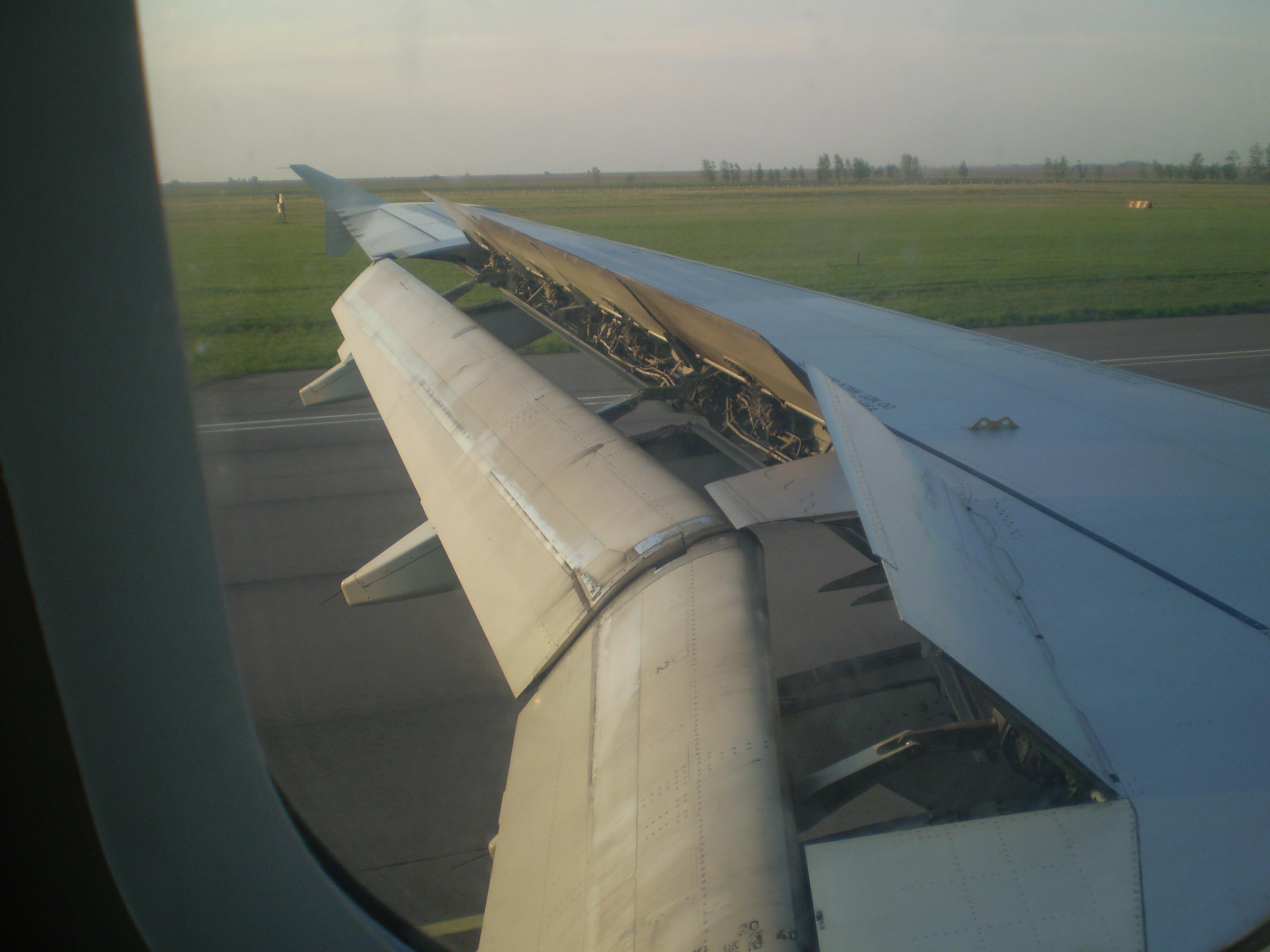
Ala izquierda de un A319 en pleno aterrizaje (flaps, slats y spoilers desplegados al máximo).

  - 1 clase: 134 (configuración típica), 156 (máximo)
  - 2 clases: 124 (configuración típica)
- Carga: 

  - 27,62 m³, 4 contenedores LD3-46
- Longitud: 33,8 m (111 ft)
- Envergadura: 34,1 m (111,9 ft)
- Altura: 11,8 m (38,6 ft)
- Superficie alar: 122,6 m² (1319,7 ft²)
- Peso vacío: 40 800 kg (89 923,2 lb)
- Peso útil: 58 500 kg (128 934 lb)
- Peso máximo al despegue: 75 500 kg (166 402 lb)
- Planta motriz: 2× Turbofan Serie IAE V2500 o Serie CFM International CFM56-5.
  - Empuje normal: 98-120 kN (22 000–27 000 lbf) de empuje cada uno.
- Anchura de cabina: 3,7 m
- Anchura de fuselaje: 3,95 m
- Ángulo de las alas: 25 grados
- Capacidad de combustible: 24 210 litros (estándar), 30 190 litros (máxima)

### Rendimiento
- Velocidad máxima operativa (Vno): 871 km/h (Mach 0,82) a 11 000 m
- Velocidad crucero (Vc): 828 km/h (Mach 0,78) a 11 000 m
- Alcance: 6950 km, LR: 10 400 km, CJ: 12 000 km
- Radio de acción: km
- Alcance en combate: km
- Techo de vuelo: 12 000 m (39 370 ft)
- Carrera de despegue: 1950 m (a nivel del mar)

### Motores
| Modelo de avión | Año  | Motores                     |
| --------------- | ---- | --------------------------- |
| A319-111        | 1996 | CFM56-5B5 o 5B5/P           |
| A319-112        | 1997 | CFM56-5B6 o 5B6/P or 5B6/2P |
| A319-113        | 1997 | CFM56-5A4 o 5A4/F           |
| A319-114        | 1997 | CFM56-5A5 o 5A5/F           |
| A319-115        | 2002 | CFM56-5B7 o 5B7/P           |
| A319-131        | 1997 | IAE Modelo V2522-A5         |
| A319-132        | 1997 | IAE Modelo V2524-A5         |
| A319-133        | 2002 | IAE Modelo V2527M-A5        |

### Desarrollos relacionados
- Airbus A318
- Airbus A320
- Airbus A321
- Airbus A320neo

### Secuencias de designación
- Aviones civiles de Airbus: A220 · A300 · A300-600ST Beluga · A310 · A318 · A319 · A320 · A321 · A330 · A330-700L · A340 · A350 · A380